# Hội Fabian
Hội Fabian là một tổ chức xã hội chủ nghĩa lâu đời ở Anh Quốc, được thành lập từ năm 1884, mà mục đích là để đề bạt những lý tưởng Xã hội chủ nghĩa qua chủ trương tiệm tiến (Gradualism) và cải tổ dần dần (Reformism). Hội này đã đặt nền móng cho Công đảng Anh và ảnh hưởng tới chính sách của nhiều nước mà thành hình sau sự phi thực dân hóa của đế quốc Anh, chẳng hạn Ấn Độ và Singapore.
Ban đầu, Hội Fabian góp phần cho việc hình thành một nền kinh tế xã hội chủ nghĩa, ngoài ra giúp sức cho đế quốc Anh như là một lực lượng tiến bộ và hiện đại.
Ngày nay, hội làm việc như là một think tank và là một trong 15 hội xã hội chủ nghĩa liên kết với Labour Party. Những hội tương tự cũng có ở Úc (Australian Fabian Society), và Canada (the Douglas-Coldwell Foundation), ở Sicilia (Sicilian Fabian Society) và ở Tân Tây Lan.

## Lịch sử

### Sự thành lập

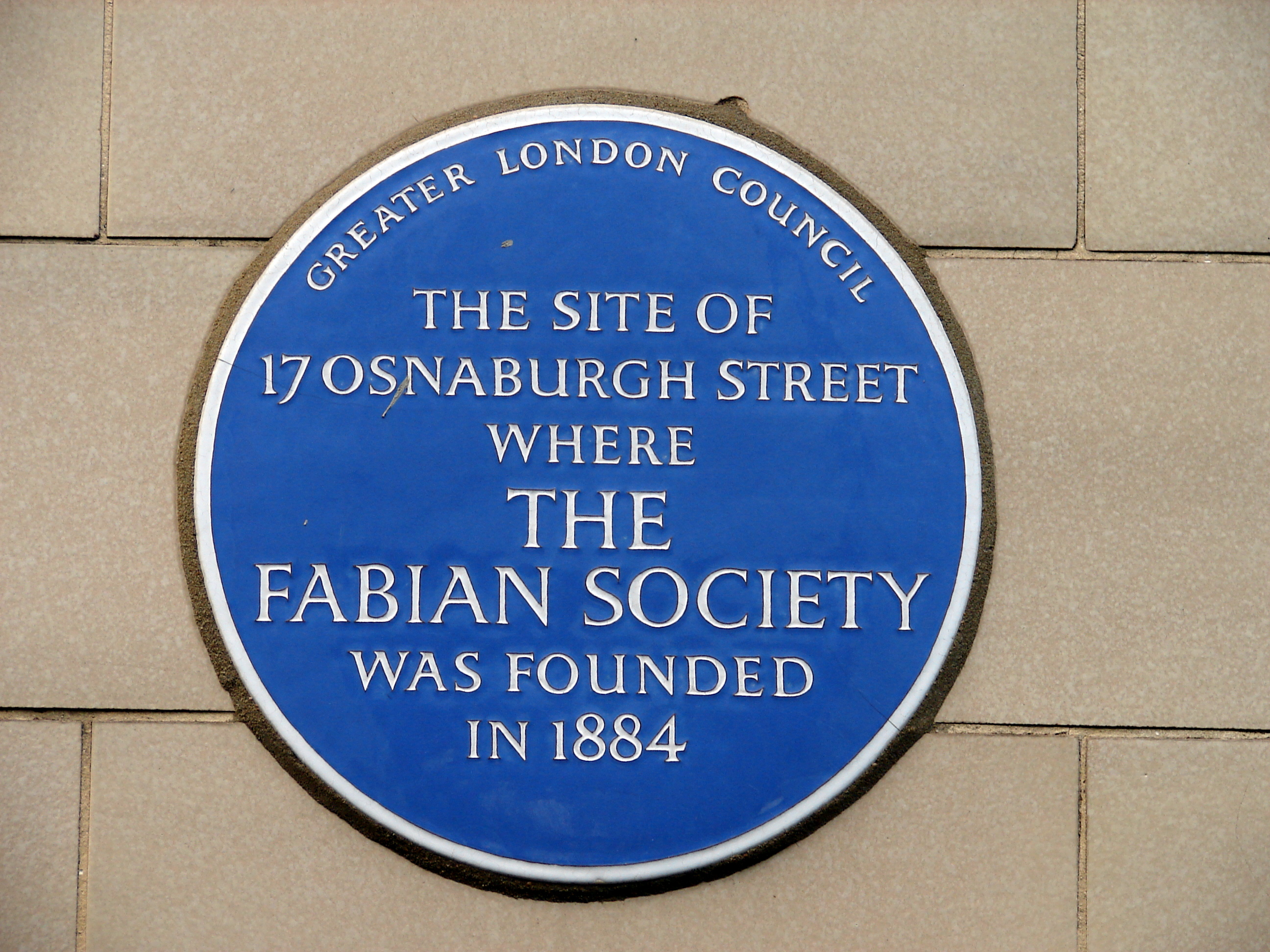
Blue plaque tại 17 Osnaburgh St, nơi hội được thành lập 1884.

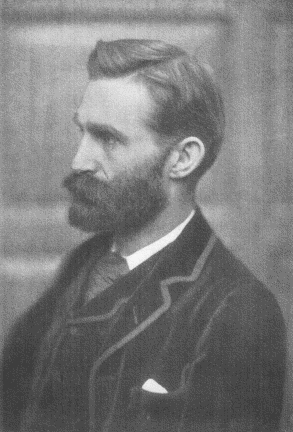
Fabian Society được đặt tên theo "Fabius người trì hoãn" theo đề nghị của Frank Podmore

xxxxthumb|upright|Con rùa là biểu hiệu của Fabian Society, tiêu biểu cho mục đích phát triển xã hội chủ nghĩa một vcasch tiệm tiến.]]
Hội Fabian được thành lập vào ngày 4 tháng 1 năm 1884 tại London như là một nhánh của một hội khác được thành lập một năm trước đó, The Fellowship of the New Life (Hội ái hữu Đời sống mới). Thành viên của Hội ái hữu, các nhà thơ Edward Carpenter và John Davidson, nhà nghiên cứu tình dục Havelock Ellis và thư ký tương lai của Hội Fabian Edward R. Pease muốn thay đổi xã hội bằng cách sống một đời sống trong sạch giản dị để cho những người khác noi theo, nhưng một số thành viên cũng muốn hoạt động chính trị để hỗ trợ sự thay đổi của xã hội. Bởi vậy họ quyết định là thành lập một xã hội riêng biệt, Hội Fabian. Tất cả các thành viên được tự do tham dự cả hai hội. Hội Fabian cổ võ thêm đó làm sống lại các ý tưởng của thời Phục hưng của phương Tây và truyền bá nó ra khắp thế giới.
The Fellowship of the New Life giải tán vào năm 1899, nhưng Hội Fabian phát triển thành một hội hàn lâm ưu việt tại Vương quốc Anh trong thời đại Edward VII, làm mẫu bởi nhóm tiên phong Coefficients club. Những buổi họp mặt công cộng được tổ chức trong nhiều năm tại Essex Hall, một chỗ được ưa chuộng không xa từ the Strand ở trung tâm London.
Hội Fabian, mà lựa chọn sự thay đổi dần dần hơn là một sự thay đổi bằng một cuộc cách mạng, được đặt tên theo sự đề nghị của Frank Podmore để vinh danh tướng La Mã Fabius Maximus. Chiến lược của ông ta chủ trương những chiến thuật quấy rối và làm tiêu hao hơn là đối đầu trong một trận chiến chống lại quân đội Carthago dưới sự điều khiển của vị tướng lừng danh Hannibal.
Một lời giải thích đã có trên trang đầu của tờ rời đầu tiên của nhóm giải thích:

"Bạn phải đợi cho đúng thời điểm, như Fabius đã làm một cách kiên nhẫn, khi chiến đấu chống lại Hannibal, mặc dù nhiều người đã chỉ trích sự trì hoãn của ông ta; nhưng khi thời điểm tới thì phải đánh thật mạnh, như Fabius đã làm, nếu không sự chờ đợi của bạn sẽ là vô ích, và không đạt được gì cả."

### Sự phát triển của tổ chức
Ngay từ lúc ban đầu, Hội Fabian đã lôi cuốn nhiều nhân vật nổi tiếng vào thời đó, bởi vì động cơ xã hội chủ nghĩa, bao gồm George Bernard Shaw, H. G. Wells, Annie Besant, Graham Wallas, Charles Marson, Hubert Bland, Edith Nesbit, Sydney Olivier, Oliver Lodge, Leonard Woolf và Virginia Woolf, Ramsay MacDonald và Emmeline Pankhurst. Ngay cả Bertrand Russell cũng đã là thành viên trong một thời gian ngắn, nhưng đã rút ra sau khi ông bày tỏ quan điểm của mình là nguyên tắc của hội làm việc chung với những đồng minh của Anh Quốc có thể dẫn tới chiến tranh.
Thành phần chính của hội Fabian là Sidney và Beatrice Webb. Cùng với nhau, họ đã viết rất nhiều các bài nghiên cứu  về nước Anh công nghệ, cùng với những lựa chọn khác mà áp dụng tới việc sở hữu tư bản cũng như đất đai.
Nhiều thành viên Fabian đã tham dự vào việc thành lập Công đảng Anh vào năm 1900 và hiến pháp nhóm, viết bởi Sidney Webb, mà đã dựa phần lớn vào những tài liệu thành lập hội Fabian. Tại hội nghị thành lập Công đảng Anh vào năm 1900, Hội Fabian tuyên bố có 861 thành viên và đã gởi một đại biểu.
Từ năm 1903 cho tới 1908 cho thấy một sự gia tăng sự quan tâm của quần chúng về ý tưởng Xã hội chủ nghĩa ở Vương quốc Anh và số hội viên của Hội Fabian cũng gia tăng, gấp 3 lần lên tới gần 2500, trong đó phân nửa số thành viên sống ở London. Trong năm 1912 một bộ phận sinh viên được thành lập gọi là University Socialist Federation (USF) và cho tới khi Chiến tranh thế giới thứ nhất bùng nổ, số thành viên lên tới hơn 500 người.

### Những quan điểm Fabian ban đầu
Những tờ truyền đơn ban đầu chủ trương công bằng xã hội trùng khớp với quan điểm cải tổ tự do trong những năm ban đầu của thập niên 1900. Những đề nghị của hội Fabian tiến bộ hơn là những cải tổ tự do đã được ban hành. Hội Fabian đề nghị thực hiện một mức lương tối thiểu trong năm 1906, một hệ thống chăm sóc sức khỏe toàn bộ 1911 và hủy bỏ việc cha truyền con nối chức đại biểu thượng viện (House of Lords) 1917.
Các nhà xã hội chủ nghĩa Fabian muốn cải tổ chính sách ngoại giao của đế quốc Anh, dẫn đường cho những cải tổ quốc tế, và ủng hộ chính sách kinh tế thị trường xã hội theo mẫu hình nước Đức của Bismarck với những luật lệ về xã hội; họ chỉ trích chủ nghĩa tự do kiểu Gladstone (Gladstonian liberalism) mà cổ võ cho cho sự tự túc cá nhân cùng mậu dịch tự do trên thị trường quốc tế với rất ít sự can thiệp của nhà nước. Họ ủng hộ biện pháp ra một mức lương quốc gia tối thiểu để ngăn chặn việc kỹ nghệ Anh đền bù cho sự thiếu hiệu quả của nó bằng cách giảm lương công nhân thay vì đầu tư vào các dụng cụ cần thiết...
1900 hội đưa ra tuyên bố đầu tiên Fabianism and the Empire, quan điểm về vấn đề ngoại giao, soạn thảo bởi Bernard Shaw theo sự đề nghị của 150 thành viên Fabian. Nó chống lại quan điểm tự do cá nhân của những người như John Morley và Sir William Vernon Harcourt. Nó tuyên bố, nền kinh tế tự do cổ điển là lỗi thời. Câu hỏi là Vương quốc Anh có còn là trung tâm của một đế quốc toàn cầu, hay là nó sẽ mất hết tất cả các thuộc địa và trở thành chỉ là 2 hòn đảo ở Bắc Đại Tây Dương.
Thành viên Fabians cũng muốn quốc hữu hóa đất tá điền, cho là tiền cho mướn đất nộp cho chủ điền là tiền không tự làm ra mà có, một ý tưởng mà dựa vào những nghiên cứu của kinh tế gia Hoa Kỳ Henry George.

### Thế hệ thứ hai
Trong giai đoạn giữa 2 thế chiến, "Thế hệ thứ hai" Fabian, gồm có nhà văn R. H. Tawney, G. D. H. Cole và Harold Laski, tiếp tục là những ảnh hưởng chính trong tư tưởng Dân chủ Xã hội.
Trong giai đoạn này nhiều nhà lãnh đạo tương lai của thế giới thứ 3 chịu ảnh hưởng của tư tưởng Fabian, chẳng hạn như Jawaharlal Nehru của Ấn Độ, mà sau đó đã đặt một khuôn khổ cho một chính sách kinh tế cho Ấn Độ dựa trên những ý tưởng Xã hội chủ nghĩa Fabian. Annie Besant - người cố vấn cho Nehru và sau đó là chủ tịch quốc hội Ấn Độ là thành viên hội Fabian.
Obafemi Awolowo, mà sau này trở thành thủ tướng của Tây Nigeria, cũng đã là thành viên của hội Fabian vào cuối thập niên 1940. Awolowo đã dùng ý thức hệ Fabian để điều hành vùng này với nhiều thành công. Nhà thành lập ra nước Pakistan, Muhammad Ali Jinnah, cũng là thành viên hội Fabian vào những năm đầu của thập niên 1930. Lý Quang Diệu, thủ tướng đầu tiên của Singapore, viết trong hồi ký của ông là triết lý chính trị của ông ban đầu bị ảnh hưởng nặng nề bởi hội Fabian. Tuy nhiên, sau đó ông ta đã thay đổi quan điểm, cho là những lý tưởng của xã hội chủ nghĩa Fabian không thực dụng. 1993, Lee đã nói:
"Những người theo xã hội chủ nghĩa Fabian đang thành lập một xã hội công bằng cho các công nhân Anh - mở đầu cho một nhà nước xã hội, với những căn nhà xã hội rẻ tiền, thuốc men và chữa trị nha khoa không tốn tiền, mắt kiếng cũng vậy, tiền trợ cấp thất nghiệp rộng rãi. Dĩ nhiên, đối với sinh viên các thuộc địa, như Singapore và Malaya, đó là một sự lôi cuốn, coi như là một lựa chọn khác thay vì chủ nghĩa Cộng sản. Mãi cho tới thập niên 1970 chúng tôi vẫn không nhận ra đó là khởi đầu của những vấn đề lớn góp phần vào sự suy tàn của nền kinh tế Anh."— Lý Quang Diệu trong một cuộc phỏng vấn với Lianhe Zaobao

Trong số những nhà hàn lâm Fabian hiện thời hoặc đã mất trong thời kỳ này là Bernard Crick, cố kinh tế gia Thomas Balogh và Nicholas Kaldor và nhà xã hội học Peter Townsend.

## Hội Fabian hiện thời
Trong suốt thế kỷ 20 hội luôn có ảnh hưởng đối với các phe phái chính trị của Công đảng Anh, với các thành viên bao gồm Ramsay MacDonald, Clement Attlee, Anthony Crosland, Richard Crossman, Ian Mikardo, Tony Benn, Harold Wilson và gần đây nhất Shirley Williams, Tony Blair, Gordon Brown, Gordon Marsden và Ed Balls.
Trong những năm gần đây Young Fabians, được thành lập 1960, đã trở thành một mạng lưới và tổ chức thảo luận quan trọng cho những người trẻ tuổi (dưới 31) của Công đảng Anh và đã đóng một vai trò quan trọng trong việc bầu Tony Blair lên cầm đầu đảng 1994.
Ngày nay cũng có một Fabian Women's Network (mạng lưới phụ nữ Fabian) và các nhóm Scottish và Welsh Fabian.
Vào ngày 21 tháng 4 năm 2009 qua trang mạng của hội, nó đã có 6.286 thành viên, mà tăng 20% từ khi Công đảng Anh lên nắm quyền vào tháng 5 năm 1997, và gấp đôi với số thành viên khi Clement Attlee rời ghế thủ tướng 1951. Con số mới nhất trên trang mạng của hội 2014, là 6624 thành viên vào tháng 6 năm 2012.